# Charles K. Feldman
ne pas confondre avec le général de division français Charles Feldmann
Charles K. Feldman (né le 26 avril 1904 à New York et mort le 25 mai 1968 à Los Angeles) est un agent artistique et producteur américain de cinéma.

## Biographie
Charles K. Feldman commence sa carrière comme agent d'acteurs : il fonde l'agence Famous Artists et représente notamment Marlene Dietrich, John Wayne et Greta Garbo. Le journaliste Peter Biskind le décrit comme « beau garçon, élégant et raffiné » et comme un homme d'influence à qui il est difficile de refuser quelque chose à Hollywood.
Dans le début des années 1960, il est ami avec Warren Beatty, dont il est l'agent, et il lui apprend à ne jamais signer de contrat afin de pouvoir toujours se désengager d'un film. Ils commencent à écrire ensemble Quoi de neuf, Pussycat ?, Beatty demandant à Charles K. Feldman de ne pas engager pour le film sa compagne de l'époque, la française Capucine  (Feldman est connu pour faire engager ses conquêtes sur les films sur lesquels il travaille). Beatty quittera le projet quand il verra que le personnage féminin devient de plus en plus « français » (Capucine tiendra effectivement le premier rôle féminin) et que le personnage devant être joué par Woody Allen, coscénariste du film, prend trop d'importance au détriment du sien.

## Filmographie partielle
- 1942 : Madame veut un bébé (The Lady Is Willing) de Mitchell Leisen
- 1942 : Les Écumeurs (The Spoilers) de Ray Enright
- 1942 : La Fièvre de l'or noir (Pittsburgh) de Lewis Seiler
- 1944 : Hollywood Parade (Follow the Boys) de A. Edward Sutherland
- 1945 : L'Oncle Harry (The Strange Affair of Uncle Harry) de Robert Siodmak
- 1948 : La Rivière rouge (Red River) de Howard Hawks et Arthur Rosson
- 1948 : Macbeth d'Orson Welles
- 1949 : Le Poney rouge (The Red Pony) de Lewis Milestone
- 1950 : La Ménagerie de verre (The Glass Menagerie) d'Irving Rapper
- 1951 : Un tramway nommé désir (A Streetcar Named Desire) d'Elia Kazan
- 1955 : Sept Ans de réflexion (The Seven Year Itch) de Billy Wilder
- 1960 : Le Grand Sam (North to Alaska) de Henry Hathaway
- 1962 : La Rue chaude (Walk on the Wild Side) d'Edward Dmytryk
- 1964 : La Septième Aube (The 7th Dawn) de Lewis Gilbert
- 1965 : Quoi de neuf, Pussycat ? (What's New Pussycat) de Clive Donner et Richard Talmadge
- 1966 : Le Groupe de Sidney Lumet
- 1967 : Guêpier pour trois abeilles (The Honey Pot) de Joseph L. Mankiewicz
- 1967 : Casino Royale de Val Guest, Ken Hughes, John Huston, Joseph McGrath et Robert Parrish